# وندوسر (میزوری)
وندوسر، میزوری (به انگلیسی: Vanduser, Missouri) یک منطقهٔ مسکونی در ایالات متحده آمریکا است که در شهرستان اسکات، میزوری واقع شده‌است.

## خصوصیات
وندوسر ۰٫۳۴ کیلومترمربع مساحت و ۲۶۷ نفر جمعیت دارد و ۹۵ متر بالاتر از سطح دریا واقع شده‌است.